# Georg Hummitzsch
Georg Hummitzsch (* 20. Juli 1898 in Leipzig; † 31. Januar 1982 in Moosburg an der Isar) war ein deutscher Maler.

## Leben
Hummitzsch studierte nach einer Lehre als Lithograph mit einem „königlich-sächsischen“ Stipendium Kunst an der Hochschule für Grafik und Buchkunst Leipzig und an der Hochschule für Musik und Theater „Felix Mendelssohn Bartholdy“ Leipzig Geige und Klavier. Im Ersten Weltkrieg diente er als Gebirgsjäger und wurde dabei viermal verwundet. Nach dem Krieg studierte er am Bauhaus in Dessau (unter Leitung von Walter Gropius), in der Klasse für Wandmalerei und wurde dann Dozent der Akt- und Portraitklasse an der Leipziger Akademie.
Als freischaffender Künstler arbeitete er zeitweise mit Oskar Kokoschka und George Grosz zusammen.
1933 wurde er als entarteter Künstler eingestuft. Während des Zweiten Weltkrieges wurde er zum Wachpersonal von Stammlager VII A als Kriegsberichterstatter nach Moosburg abkommandiert, wo er nach Kriegsende bis zu seinem Tod wohnen blieb. Er wurde nach dem Krieg Professor an der Maryland Institute College of Art, Filiale Europa in Erding und gründete die Moosburger Malschule Hummitzsch in welcher er vorwiegend Porträtmalerei, Zeichnungen und Radierungen unterrichtete und die noch heute besteht. Neben seiner Lehrtätigkeit setzte er eine Vielzahl öffentlicher Aufträge für Kunst am Bau um. Hummitzsch war zweimal verheiratet und hatte aus erster Ehe eine Tochter und einen Sohn.